# Sebastian Dediu
Părintele Sebastian de la Corod , (n. 12 iunie 1932, Corod, jud. Tecuci (interbelic) - d. 13 aprilie 2011, Corod, jud. Galați), născut  Gheorghe Dediu , în familia Iancu și Joița Dediu, este  fiul duhovnicesc al Măicuței Veronica și al Părintelui Ioan Iovan.  A început viața monahală la Mănăstirea Sihastru, al cărei destin s-a legat strâns de Mănăstirea Vladimirești, a fost închis în temnițele comuniste din Bârlad, Văcărești, Galați, Gherla, Periprava, coloniile de muncă din Insula Mare a Brăilei, unde a desfașuarat o intensă activitate euharistică.

## Biografie

### Copilăria și tinerețea
Pe 12 iunie 1932, în familia Iancu și Joița Dediu se naște cel de-al doilea fiu, Gheorghe .
La doar 5 ani destinul îi este marcat de întâlnirea cu "Fecioara de la Vladimirești", care venise în Corod pentru a propovădui Cuvântul Domnului.
Între 1946 si 1948 frecventează Mănăstirea Vladimirești. La începutul anului 1948 sosește la Vladimirești Părintele Ioan. Astfel, la numai 16 ani, urmând îndemnul Părintelui Ioan :  "Măi frații mei, e greu până rupi lanțul acesta al lumii, că e un lanț gros. După aceea Hristos vă va călăuzi și vă va arăta Calea!"  merge ca frate la Mănăstirea Sihastru langă Adjud. Aici se ocupă de primirea închinătorilor.

### Tunderea în monahism
Este călugărit pe 20 iulie 1952 (ziua de Sf. Ilie) și primește numele de Sebastian ca și întemeietorul Mănăstirii, dar îl are ca model pe Părintele Ioan ce îi sfătuia să fie "călugări nu călugăroși" și de la care capătă dragostea pentru împărtășirea continuă cu Sfânt Trupul și Sângele Domnului. Măicuța Veronica, Părintele Ioan și Maica Mihaila viziteaza adesea Mănăstirea Sihastru, impulsionându-i spre jertfă pentru Biserică si neam.

### Prigonirea
În 1955, pe 14 septembrie (Ziua Crucii) este arestat pentru prima dată - pentru 40 de zile- la Focșani, în urma unor procese intentate de Episcopie, care voia să desființeze Mănăstirea. Călugarii însă refuzau sa plece.
În procesele ce au urmat sunt apărați de avocatul Petre Pandrea care povestește drama  "sihaștrilor dragi" 'în cartea  "Călugărul Alb" .
Pe 6 aprilie 1955, avocatul Petre Pandrea fiind arestat, Episcopia a câștigat recursul. O echipa mare de securitate a intrat în mănăstire și a arestat toți călugării aflați în incinta.
Între 1955 și 1956 este întemnițat la Bârlad și Văcărești.
După eliberare își duce în continuare viața de călugăr în Corod (cu domiciliul forțat), timp de doi ani, mănăstirea de metanie fiind transformată în asezământ de maici.
Întreține duhovnicește pe frații de Mănăstire care nu fuseseră arestați (nefiind călugăriți). Deportați în Bărăgan, Părintele Sebastian le trimite scrisori, "Memoriul Părintelui Ioan" și scrierile Măicuța Veronica, materiale pe care de altel le știa pe de rost. Organizează întâlniri cu ceilalți călugări și maicile de la Vladimirești pentru a se ruga și liturghisi, chiar acasă la Corod.
Pe 23 aprilie 1958 (Sf. Gheorghe) este arestat pentru a treia oară sub privirile îndurerate ale mamei. Tribunalul Militar îl condamnă la 8 ani închisoare și confiscarea averii pentru "uneltire contra orânduirii sociale" și 7 ani pentru răspândirea de publicații interzise.
Trece prin închisorile Galați, Gherla, Periprava, coloniile de muncă din Insula mare a Brăilei.

### Eliberarea
Pe 27 iulie 1964 este eliberat.
Între 1964 și 1970, alături de Părintele Ioan, care vine adeseori la Corod, întreține viața duhovnicească a soborului risipit de maici de la Vladimirești.
În august 1970 este arestat la Tecuci pentru 6 luni. Se afla în plină perioadă de formare a tineretului, mai ales în vederea redeschiderii Vladimireștiului.
Pentru a-și câștiga existența contruiește case împreună cu un alt călugăr, coleg de Mănăstire, părintele Valerian, muncind din greu și fizic.
Este arestat încă de doua ori (în 1982 si 1983).
În 1990, dupa 35 de ani, Mănăstirea Vladimirești este redeschisa și la îndemnul Părintelui Sebastian aproape 100 de fecioare pregătite de Sfinția Sa merg (în trei serii) alături de Măicuța Veronica să participe la reconstrucția mănăstirii.
Nici după 1989 obștea Mănăstirii Sihastru nu a putut reveni, așezământul rămânând în continuare tot de maici și de aceea Părintele hotărăște să meargă la biserica din sat, de unde nu a lipsit nici o duminică sau sărbatoare, formând mai multe coruri.
Suferința fizică și cea sufletească îi agravează starea de sănătate; este nevoit să se opereze pentru a zecea oara.
Moare pe 13 aprilie 2011 și este înmormântat în cimitirul din Corod alături de părinți.

## Mărturii
Unul din ucenicii din închisoare, Mihai Rădulescu, devenit profesor la Facultatea de Teologie Ortodoxă din București și autorul a mai multor volume despre detenție, scriindu-i ca dedicație pe prima pagină: "Părintelui Sebastian, ctitorul spiritual al celui ce sunt" , povestește despre Sfinția Sa  în una din cărțile dumnealui astfel:
 "Părintele Sebastian era drept ca o lumină - cunoașteți că-n unele zone ale țării așa este denumită lumanarea. Parcă-i zăreai duhul pâlpâindu-i sub piele. Era egal cu sine însuși. Răspândea iubire. În fiecare dimineață ne rugam împreună cu un alt frate de mănăstire. Părintele Sebastian era acela care rostea Psalmi, rugăciuni, invocări, paraclise, acatiste. Dacă nu socotiți ca este exagerat, ritualul ne smulgea din spațiu și timp iar inimile noastre sorbeau seninătate, tinerețe , viață, dintr-un alt spațiu nelimitat, deși interior nouă. Nu m-ați întrebat pentru care motiv anume erau condamnați cei doi prieteni ai mei și m-am ferit și eu să vă pun în temă. Se aflau acolo fiindcă aderaseră la un curent spiritual împotriva patriarhiei comuniste"  ( Mihai Rădulescu, "Rugul Aprins. Duhovnicii Ortodoxiei, sub lespezi, în gherlele comuniste" Ed. Ramida, Buc.1993 - pg. 101)

## Imagini

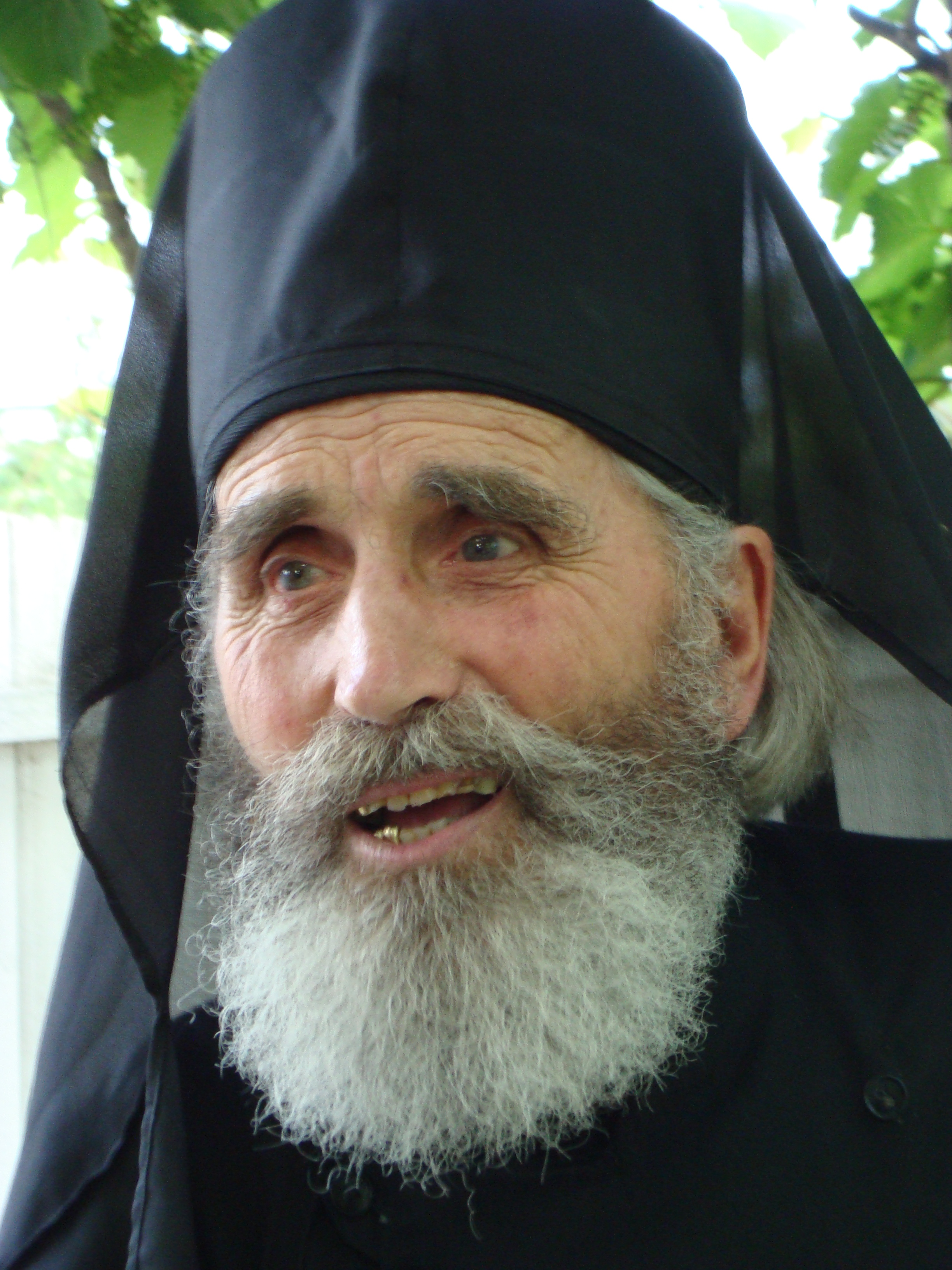
Părintele Sebastian
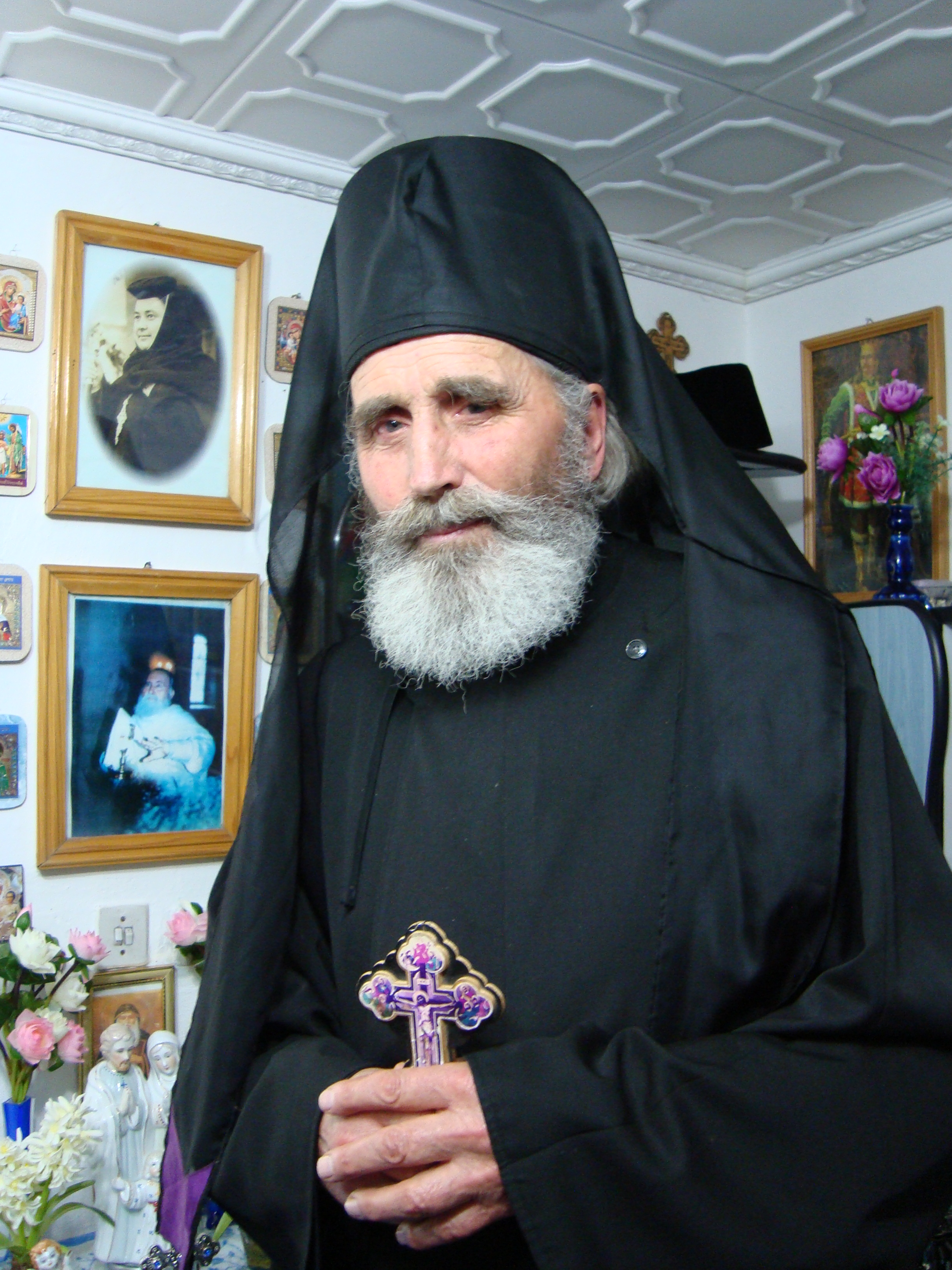
Părintele în chilia Sfinţiei sale de la Corod